# Campeonato Nacional da 1.ª Divisão de Portugal de 2009–10 (basquetebol feminino)
O Campeonato Nacional da 1ª Divisão Feminina de 2009/2010, foi a 50ª edição  de competição organizada pela Federação Portuguesa de Basquetebol,  disputada por 12 equipas, em duas fases. O Clube Desportivo de Torres Novas conquistou o seu 1º Título.

## Clasificação 1ª Divisão Feminina Fase Regular
|     | Clasificação 2009-2010 | J  | V  | D  | PM | PS | Dif. | Pts |
| --- | ---------------------- | -- | -- | -- | -- | -- | ---- | --- |
| 1.  | União Micaelense       | 20 | 18 | 2  |    |    |      | 38  |
| 2.  | CD Torres Novas        | 20 | 15 | 5  |    |    |      | 35  |
| 3.  | ADE Sintra             | 20 | 15 | 5  |    |    |      | 35  |
| 4.  | Académico FC           | 20 | 15 | 5  |    |    |      | 35  |
| 5.  | Colégio Calvão         | 20 | 13 | 7  |    |    |      | 33  |
| 6.  | Lousada AC             | 20 | 8  | 12 |    |    |      | 28  |
| 7.  | AD Ovarense            | 20 | 8  | 12 |    |    |      | 28  |
| 8.  | SC Coimbrões           | 20 | 6  | 14 |    |    |      | 26  |
| 9.  | Santarém Basket        | 20 | 5  | 15 |    |    |      | 25  |
| 10. | GD Gafanha             | 20 | 5  | 15 |    |    |      | 25  |
| 11. | CS Marítimo            | 20 | 2  | 18 |    |    |      | 22  |
| 12. | UA António Aroso       | 0  | 0  | 0  |    |    |      | 0   |

O UA António Aroso desistiu ao fim de 6 jornadas

## Apuramento de Campeão
|  | Quartas de final | Quartas de final |              |   | Semifinais | Semifinais |  |  | Final | Final |
|  |                  |                  |              |   |            |            |  |  |       |       |
|  |                  |                  |              |   |            |            |  |  |       |       |
|  |                  |                  |              |   |            |            |  |  |       |       |
|  | AD Ovarense      | 0                |              |   |            |            |  |  |       |       |
|  | AD Ovarense      | 0                |              |   |            |            |  |  |       |       |
|  | CD Torres Novas  | 2                |              |   |            |            |  |  |       |       |
|  | CD Torres Novas  | 2                | Lousada AC   | 0 |            |            |  |  |       |       |
|  |                  |                  | Lousada AC   | 0 |            |            |  |  |       |       |
|  |                  | CD Torres Novas  | 2            |   |            |            |  |  |       |       |
|  | Lousada AC       | CD Torres Novas  | 2            | 2 |            |            |  |  |       |       |
|  | Lousada AC       |                  |              | 2 |            |            |  |  |       |       |
|  | ADE Sintra       | 0                |              |   |            |            |  |  |       |       |
|  | ADE Sintra       | 0                | Académico FC | 2 |            |            |  |  |       |       |
|  |                  |                  | Académico FC | 2 |            |            |  |  |       |       |
|  |                  | CD Torres Novas  | 3            |   |            |            |  |  |       |       |
|  | SC Coimbrões     | CD Torres Novas  | 3            | 0 |            |            |  |  |       |       |
|  | SC Coimbrões     |                  |              | 0 |            |            |  |  |       |       |
|  | União Micaelense | 2                |              |   |            |            |  |  |       |       |
|  | União Micaelense | 2                | Académico FC | 2 |            |            |  |  |       |       |
|  |                  |                  | Académico FC | 2 |            |            |  |  |       |       |
|  |                  | União Micaelense | 0            |   |            |            |  |  |       |       |
|  | Colégio Calvão   | União Micaelense | 0            | 0 |            |            |  |  |       |       |
|  | Colégio Calvão   |                  |              | 0 |            |            |  |  |       |       |
|  | Académico FC     | 2                |              |   |            |            |  |  |       |       |
|  | Académico FC     | 2                |              |   |            |            |  |  |       |       |

Finais
| Académico FC    | 20 | CD Torres Novas | 0  |
| Académico FC    | 20 | CD Torres Novas | 0  |
| CD Torres Novas | 62 | Académico FC    | 56 |
| CD Torres Novas | 56 | Académico FC    | 51 |
| CD Torres Novas | 60 | Académico FC    | 53 |
| --------------- | -- | --------------- | -- |

Na fase final Académico FC vs CD Torres Novas 63-54 (jogo 1), 60-71 (jogo 2), CD Torres Novas  vs Académico FC 62-56 (jogo 3) e 56-51 (jogo 4). A questão é que, devido à utilização irregular da poste internacional Tamara Milovac, nos jogos 1 e 2, o Torres Novas foi punido com duas derrotas por 20-0 (é o que diz o regulamento), além de uma sanção pecuniária. Assim ao fim de 4 jogos a série ficou empatada (2-2).
| Vencedor da 1ª Divisão Feminina de Basquetebol 2009-10 |
| ------------------------------------------------------ |
| Clube Desportivo de Torres Novas 1º título             |